# Vitry-sur-Seine
Vitry-sur-Seine település Franciaországban, Val-de-Marne megyében. Lakosainak száma 95 282 fő (2022. január 1.). Vitry-sur-Seine Ivry-sur-Seine, Alfortville, Chevilly-Larue, Choisy-le-Roi, Thiais és Villejuif községekkel határos.

## Népesség
A település népessége az elmúlt években az alábbi módon változott:
| Lakosok száma | 90 075 | 92 531 | 93 317 | 93 557 | 94 649 | 95 510 | 95 649 | 96 205 | 95 282 |
|               | 2013   | 2015   | 2016   | 2017   | 2018   | 2019   | 2020   | 2021   | 2022   |